# Nicolae Vlad
Mircea Nicolae Vlad (* 1956 – 1980) byl rumunský zápasník–judista.

## Sportovní kariéra
S judem začínal na střední škole v 17 letech na doporučení kamaráda Gheorghe Cînduleţa.. Připravoval se ve Făgărași pod vedením Gheorghe Gujby. V rumunské reprezentaci se prosadil v roce 1979 v lehké váhové kategorii do 71 kg. V olympijském roce 1980 získal v květnu první titul mistra Evropy pro rumunské judo v rakouské Vídni. Po návratu do vlasti ho však kolegové z týmu našli mrtvého v bytě, potom co se třetí den neukázal na tréninku. Pitva ukázala, že se nadýchal jedovatého plynu. Případ provázely svého času různé spiklenecké teorie.